# Monument international de la Réformation
Le Monument international de la Réformation, généralement connu sous le nom de Mur des réformateurs, se situe à Genève (Suisse). Érigé dans l'actuel parc des Bastions et long d'une centaine de mètres, il est adossé à une partie des anciennes murailles construites au XVIe siècle et qui entourent la ville jusqu'au milieu du XIXe siècle. Le monument est construit dès 1909 pour le 400e anniversaire de la naissance de Jean Calvin et le 350e anniversaire de la fondation de l'Académie de Genève devenue aujourd'hui l'Université de Genève.
Le monument – réalisé en pierre de Pouillenay – est composé d'un rempart gravé et orné de bas-reliefs, devant lequel sont dressées, au centre, les statues de quatre réformateurs ayant œuvré à Genève, et, de chaque côté, les statues de six pionniers ou protecteurs de la Réforme protestante en Europe et aux États-Unis. L'ensemble est protégé par une pièce d'eau rappelant le fossé des anciennes fortifications.

## Personnalités représentées
Au centre du mur, hautes de cinq mètres, sont réunies les statues de quatre figures marquantes du mouvement réformateur protestant : 
- Guillaume Farel (1489-1565), l'un des instigateurs de la Réforme à Genève,
- Jean Calvin (1509-1564), le personnage central du mouvement,
- Théodore de Bèze (1519-1605), recteur de l'Académie de Genève,
- John Knox (1513-1572), fondateur du culte presbytérien en Écosse,

Tous les quatre sont vêtus de la robe pastorale (ou « robe de Genève ») et tiennent la Petite bible du peuple chrétien à la main[réf. souhaitée]. À leurs pieds, les armoiries de Berne, Genève et du royaume d'Écosse rappellent d'une part les liens étroits unissant les deux cantons – signataires d'un traité de combourgeoisie en 1526 (avec Fribourg) et 1584 (avec Zurich) – et d'autre part l'origine de John Knox et l'importance du calvinisme en Écosse.

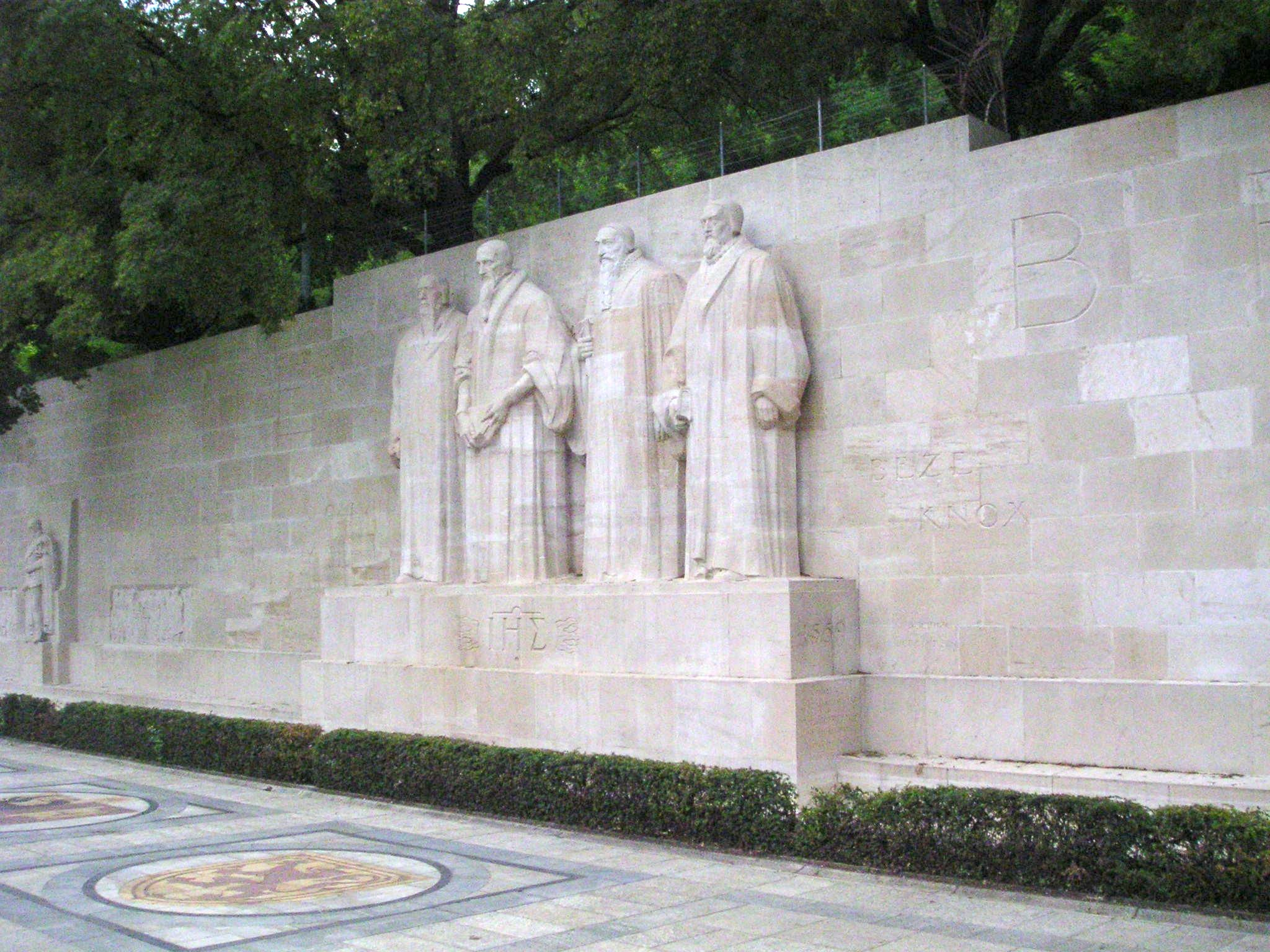
Statues de Guillaume Farel, Jean Calvin, Théodore de Bèze et John Knox

Dans le mur est gravée la devise de Genève : Post tenebras lux (Après les ténèbres, la lumière). De plus, sont mentionnées à l'extrême gauche, la date de l'adoption officielle de la Réforme à Genève, 1536, et à l'extrême droite, la date de l'Escalade, 1602. Genève sauve la Réforme en 1602, puisqu'elle sauve autant son indépendance politique que religieuse contre les troupes (en grande partie mercenaires) du duc de Savoie Charles-Emmanuel Ier qui voulait ramener la république genevoise dans le giron ducal savoyard pour en faire sa capitale et y réintroduire la foi catholique.
De part et d'autre des figures centrales se trouvent les statues et bas-reliefs représentant les grandes figures protestantes des différents pays calvinistes et des éléments cruciaux dans le développement du mouvement :
- À gauche du groupe central se trouvent l'amiral de Coligny pour la France, Guillaume Ier Le Taciturne pour les Pays-Bas et Frédéric-Guillaume de Brandebourg, protecteur des réfugiés huguenots, pour l'Allemagne.
- À droite du groupe central se trouvent Roger Williams pour la Nouvelle-Angleterre, Olivier Cromwell pour l'Angleterre et István Bocskay pour la Hongrie.
- Aux extrémités respectives de l'esplanade faisant face au monument, deux stèles rappellent le souvenir de Martin Luther, l'instigateur du protestantisme, et d'Ulrich Zwingli, l'un des hommes qui ont converti une partie de la Suisse à celui-ci, à commencer par Zurich[2].

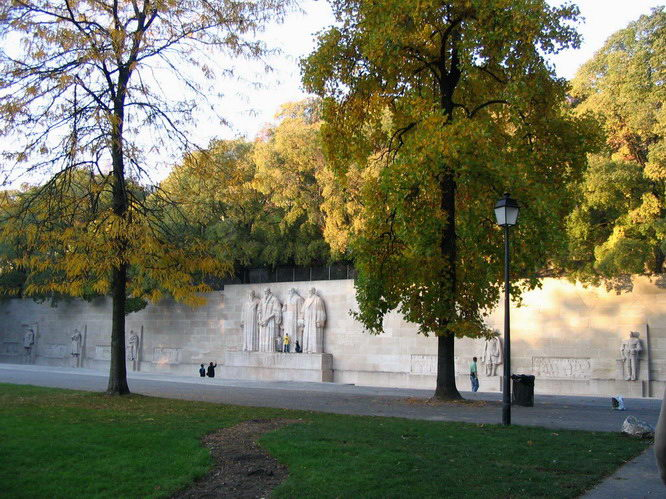
Vue générale du monument

## Historique

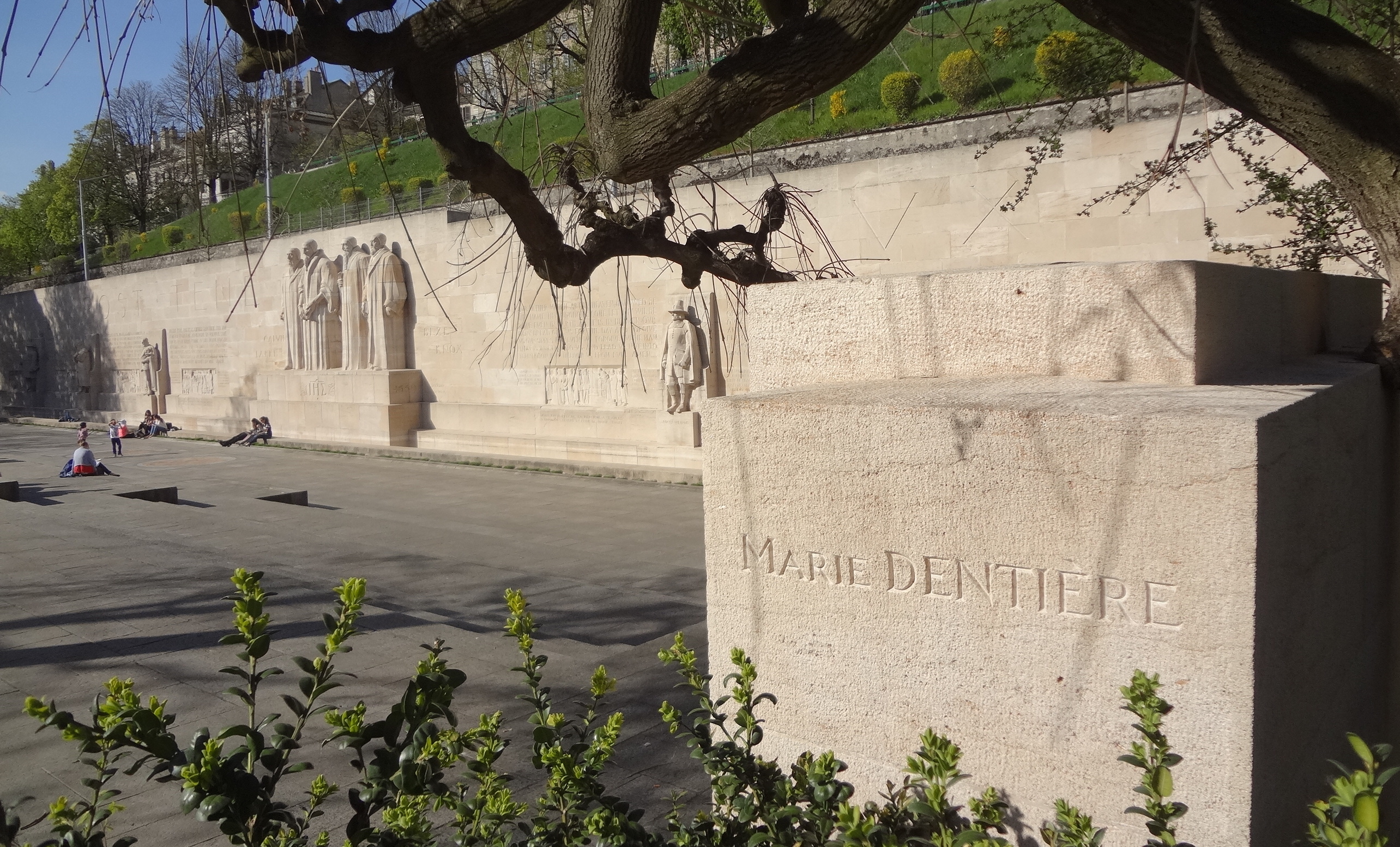
Marie Dentière : inscription ajoutée en 2002, sur le côté de la stèle dédiée à Zwingli

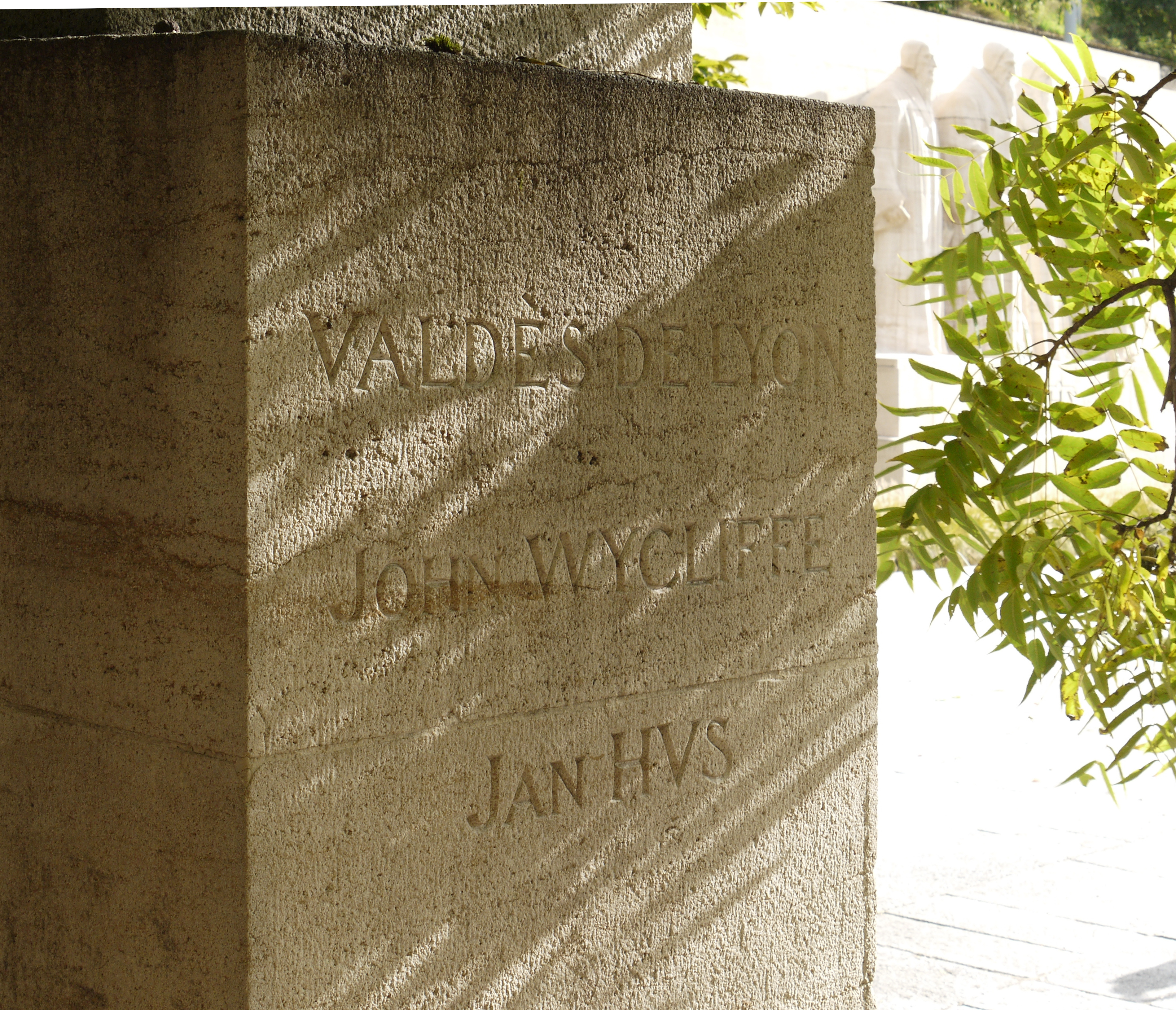
Autres inscriptions ajoutées en 2002 : Valdès de Lyon, John Wycliffe, Jan Hus

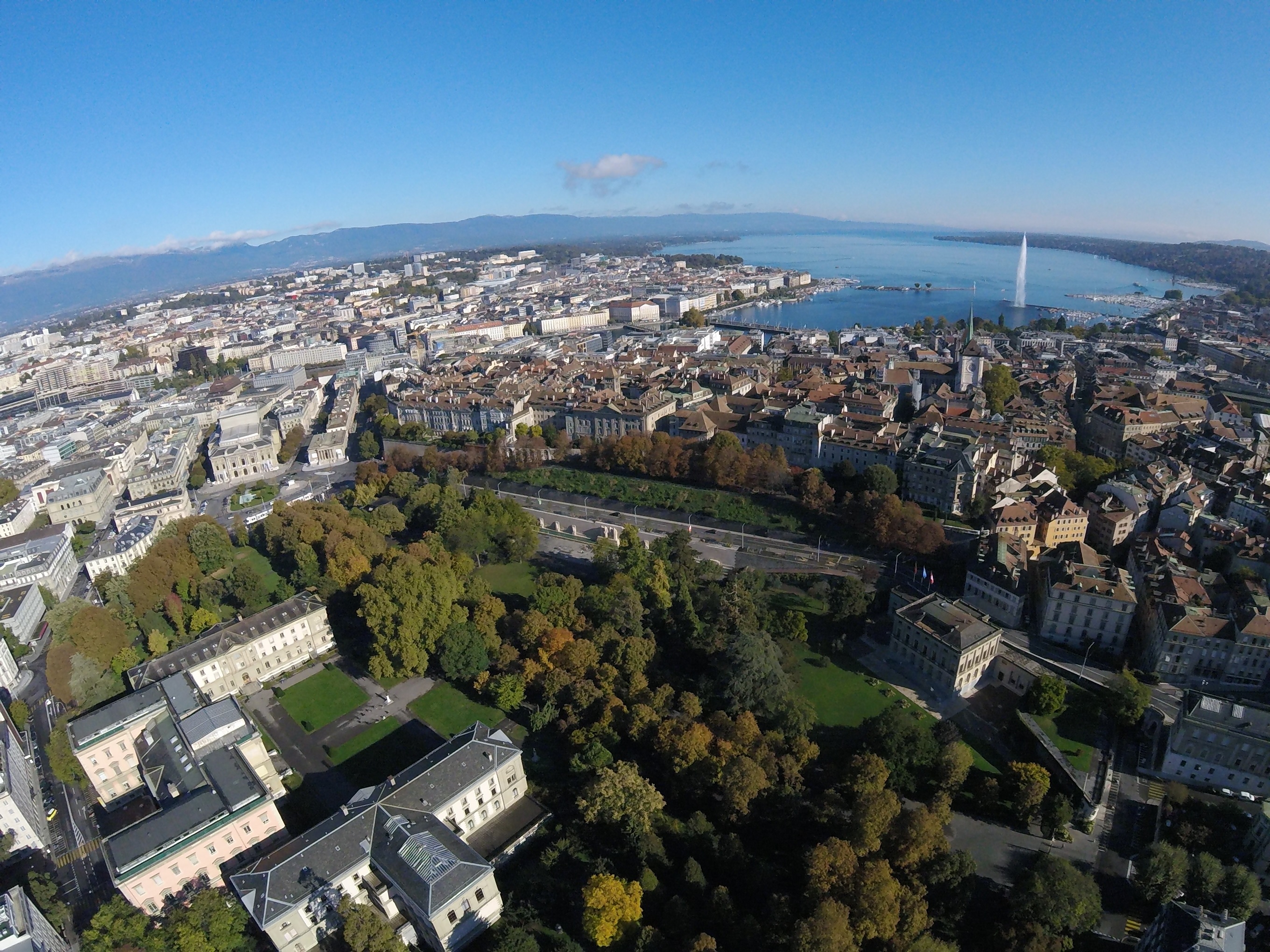
Mur des réformateurs, vue aérienne

C'est à la suite d'un âpre débat sur l'emplacement où il convenait d'élever le monument qu'est lancé en 1908 un concours international pour son installation dans la promenade des Bastions qui abrite un jardin botanique depuis 1817. Le concours suscite un très large intérêt et les projets rendus recourent à une grande variété de solutions.
Le projet, primé au terme d'un concours parmi 71 autres propositions, est l'œuvre de quatre architectes suisses (dont Alphonse Laverrière et Jean Taillens). Les statues sont réalisées par deux sculpteurs français : Paul Landowski et Henri Bouchard.
En 1908, les autorités genevoises rejettent l'idée, promue par les libres-penseurs, qu'une statue de Michel Servet se dresse près du Mur des réformateurs. Cette statue sera érigée en France, à Vienne.
Des travaux de réfection se déroulent en 1985-1987, le monument étant dégradé par des infiltrations d'eau, par la pollution, et par des actes de vandalisme.
Le 3 novembre 2002, lors de la fête de la Réformation, est gravé dans la pierre du mur le nom de trois autres précurseurs de la Réforme : Pierre Valdo, John Wyclif, Jean Hus et celui de la première femme à y figurer, au titre de théologienne et historienne de la Réforme, Marie Dentière, originaire de Tournai.

## Vandalisme
Déjà en 1933, de grandes lettres rouges sont peintes sur le mur qui prolonge le monument, un graffiti attribué à des militants du parti socialiste.
Dans les années 1960, le monument est maculé au moins neuf fois, le plus souvent de peinture rouge (minium) versée depuis la rue de la Croix-Rouge qui domine le mur. Les têtes de Calvin et des trois autres réformateurs sont visées. Les autorités tentent de protéger le monument en plantant une quinzaine de houx au long du mur le surplombant, une mesure inefficace. Plutôt que de gratter la pierre (déjà 2,5 cm ont été retirés), on applique une pâte qui aspire et dissout la couleur. Le monument est à nouveau « souillé » en 1976, à la veille de la manifestation des Clefs de Saint-Pierre (récolte de fonds pour l’entretien de la cathédrale). À cette date, aucun vernis protecteur adéquat n'a encore été trouvé.
En 1986, des graffitis et de la peinture causent à nouveau d’importants dégâts, avec pour texte central « ROCK, vioc à l’asile, rock à la ville » (vioc soit « les vieux »). Les travaux de réfection du monument en 1985-1987 comprennent le remplacement des têtes de Bèze et de Calvin, victimes de « nombreux actes de vandalisme ». Un enduit de protection est appliqué en 1989, qui « permet à la pierre de respirer à 95 % ».
Le 25 août 2014 le monument a été la cible d'un jeune originaire du Bangladesh, qui a expliqué son geste par ses convictions religieuses.
Dans la nuit du 3 au 4 mars 2019, des activistes féministes ont tagué le socle sur lequel reposent les statues des quatre réformateurs avec l'inscription : « Où sont les femmes ? »,. À peine nettoyé, le piédestal est à nouveau tagué le 14 mars 2019 avec l'inscription faite à la bombe de peinture noire : « Où sont les queers ? ». Dans la nuit du 14 au 15 juillet 2019, le groupe central des quatre réformateurs est aspergé de peinture de couleurs rouge, orange, jaune, vert, bleu et violet, dans l'ordre de celles du drapeau arc-en-ciel de la mouvance LGBT. La Ville de Genève a déposé une plainte pénale.